# کلارنس درو
کلارنس سووارد درو (به انگلیسی: Clarence Seward Darrow) (زادهٔ ۱۸ آوریل ۱۸۵۷-درگذشتهٔ ۱۳ مارس ۱۹۳۸ میلادی) یک وکیل آمریکایی و یکی از اعضای اصلی اتحادیه آزادی‌های مدنی آمریکا و از حامیان برجستهٔ اصلاحات اقتصادی جرجیست بود. وی در بسیاری از محاکمات معروف از بسیاری از افراد مشهور در اوایل قرن بیستم دفاع کرد. این محاکمات شامل قاتلان نوجوان و هیجانی لئوپولد و لوب به دلیل به قتل رساندن پسر چهارده ساله ای به نام رابرت «بابی» فرانک(۱۹۲۴)، معلم جان تی. اسکوپس در محاکمهٔ میمون اسکوپس(۱۹۲۵) که وی در برابر سخنران و سیاستمدار ویلیام جنینگز برایان بود و همین‌طور پرونده نژادی دفاع از نفس آشن سوویت (۱۹۲۶) خود را به عنوان «وکیل خبرهٔ کشوری» مطرح ساخت. ذکاوت و قدرت سخنوری کلارنس او را به عنوان یکی از وکلای برجسته و آزادی خواهان مدنی در کشور ایالات متحده آمریکا شناساند.